# إقليم بونو
بونو هو إقليم يقع جنوب شرق بيرو، تحده بوليفيا من الشرق و إقليم مادري دي ديوس من الشمال و إقليم قوسقو و إقليم أريكويبا من الغرب وإقليم موكويغا من الجنوب الغربي و إقليم تاكنا من الجنوب، عاصمة هي مدينة بونو الواقعة على ضفاف بحيرة تيتيكاكا في المنطقة الجغرافية المعروفة بالألتيبلانو أو سييرا العليا.
كانت بونو مستعمرة للتياهواناكوس في الفترة من (800-1200م)، وقد كانوا أكثر شعوب آيمارا تحضّراً التي تمركزت في مناطق بيرو وبوليفيا اليوم. استولى الإنكا على هذه المناطق في القرن الخامس عشر، ثم احتلها الإسبان منجذبين للمناجم وصناعة التعدين المتقدمة هناك، وتركوا إرثاً استعمارياُ في أنحاء المنطقة بأكملها.

## اللغة والأعراق
يشكّل السكان الأصليون الغالبية العظمة في إقليم بونو. ويتحدث حوالي 41.1% من سكان بونو لغة كتشوا، في حين يتحدث 30.39% من السكان لغة أيمارا، و 0.05% يتحدثون لغة أشانينكا و 0.03% يتحدثون لغات أصلية أخرى. أما الناطقون بالإسبانية كلغة وحيدة فيشكّلون 28.1% من السكان
حسب تعداد السكان الذي جرى في بيرو عام 2007، كانت اللغة المتعلمة الأولى من قبل معظم السكان هي كتشوا بنسبة 38.01%، تليها اللغة الإسبانية بنسبة 34.81% ولغة أيمارا بنسبة 26.93% .